# Odontosoria scandens
Odontosoria scandens là một loài thực vật có mạch trong họ Dennstaedtiaceae. Loài này được (Desv.) C. Chr. miêu tả khoa học đầu tiên năm 1906.